# Gran Premi d'Al Fatah
El Gran Premi d'Al Fatah va ser una cursa ciclista d'un dia que es disputava a Líbia. Només es va disputar l'edició de 2010 degut principalment per la guerra que va patir el país. Va formar part del calendari de l'UCI Àfrica Tour.

## Palmarès
| Any  | Vencedor   | Segon               | Tercer       |
| ---- | ---------- | ------------------- | ------------ |
| 2010 | Chris Opie | Abdelbaset Hannachi | Jani Tewelde |